# Arvo Ojalehto
Arvo Ojaletho (ur. 17 kwietnia 1957 w Haapavesi) – fiński sztangista, reprezentant olimpijski na igrzyskach w Moskwie, w Los Angeles oraz na igrzyskach w Seulu. Brązowy medalista Mistrzostw Europy w 1987 r.